# Principatele Unite ale Moldovei și Țării Românești
Principatele Unite Moldova și Țara Românească, uzual Principatele Unite, au fost un stat format prin unirea dintre Principatele Dunărene Moldova și Țara Românească în perioada 1856–1862, printr-un proces al cărui moment definitoriu a fost constituirea în 1859 a uniunii personale prin alegerea ca domnitor a lui Alexandru Ioan Cuza. Statul acoperea regiunile istorice Oltenia, Muntenia, și Moldova Occidentală, precum și sudul Basarabiei (zona Cahul, Bolgrad și Ismail). Unirea politică dintre cele două principate a fost primul pas politic spre crearea României ca un singur stat (unitar), în 1866, stat ce avea să devină independent în 1878 și să fie proclamat regat în 1881.

## Istorie

### Istoria timpurie
Cele două state, Țara Românească și Moldova, și-au început existența ca vasale ale Coroanei Ungariei, stare de vasalitate care a durat până la obținerea independenței în 1330 pentru Țara Românească și în 1359 pentru Moldova. Cele două principate au devenit formal vasalele Imperiului Otoman (în 1476 Țara Românească și în 1538 Moldova). Totuși, Principatele Române și-au păstrat autonomia în toate aspectele privind politica internă și cu unele limitări în ceea ce privește politica externă, cu excepția perioadelor în care domnitorii s-au ridicat la luptă împotriva suzeranității otomane și au stabilit alianțe externe care contravineau intereselor turcești. Unul dintre cei mai importanți voievozi ai perioadei de lupte antiotomane a fost Mihai Viteazul, care a reușit pentru o foarte scurtă perioadă de timp să unească cele trei principate românești – Țara Românească, Transilvania și Moldova, într-o uniune personală în 1600.
După o scădere importantă a gradului de independență și de prosperitate în perioada secolelor al XVI-lea și al XVII-lea (legată direct de pretențiile tot mai mari ale Înaltei Porți din așa numită perioadă de stagnare), lupta pentru independență a unor domni, care încercau să se alieze cu Habsburgii sau cu țarii, a fost eliminată de otomani prin introducerea domniilor fanariote, în 1711 în Moldova și în 1716 în Țara Românească.
În ciuda introducerii unor reforme administrative și fiscale, favorizate și de faptul că unii dintre fanarioți au domnit atât în Țara Românească cât și în Moldova, perioada domniilor fanariote a fost caracterizată în general prin jaful bogățiilor țărilor și a coincis cu o perioadă grea în istoria principatelor, când zona a fost transformată în teatru de luptă între puterile vremii: Imperiile Otoman, Habsburgic și Țarist. Cele două principate, sau importante zone ale lor, au fost, pentru perioade mai lungi sau mai scurte, sub ocupația militară a Imperiilor Habsburgic sau Rus, așa cum s-a întâmplat cu Oltenia, Bucovina sau Basarabia. Impozitarea excesivă, reprimarea violentă a oricăror mișcări de împotrivire, jafurile de tot soiul, au dus la deteriorarea calității vieții și la o importantă scădere a populației.

### Începutul secolului al XIX-lea
Unirea celor două principate a fost legată de mișcarea de independență a Greciei. Filiki Eteria, sprijinită de cei mai mulți fanarioți, a avut o puternică bază în Moldova. În Muntenia, Revoluția de la 1821 condusă de Tudor Vladimirescu a încercat să combine lupta antifanariotă cu alianța cu Eteria. În cele din urmă atât mișcarea revoluționară a românilor cât și lupta Eteriei au fost înfrânte de invazia otomană.

Deși aceste evenimente au dus la desființarea domniilor fanariote chiar de către Poartă, acest fapt a avut o importanță mica, de vreme ce în 1828 izbucnea un nou război ruso-turc, care a dus la ocuparea Principatelor de Rusia, Principate care rămâneau formal sub suzeranitatea otomană.
Perioada ocupației militare ruse s-a întins din 1829 până la momentul izbucnirii Războiului Crimeii. În cele două principate a fost înființată o administrație militară paralelă, care impunea și primul document comun de guvernare: Regulamentele Organice. Deși cele două Regulamente nu au fost niciodată pe deplin implementate, ele au dus la  modernizarea conducerii principatelor, a creat un nou cadru legal și a reformat administrația publică și a influențat viața politică în deceniile care aveau să vină. Presiunile rusești pentru schimbări au fost percepute de munteni și moldoveni ca pe niște încercări de a alipi cele două pricipate la un imperiu cu o conducere mult mai centralizată și mai absolutistă decât cea otomană. Perioada a coincis cu cea a renașterii sentimentelor naționale și cu cea a Revoluțiilor de la 1848. Respingerea tutelei rusești în timpul revoluției din Muntenia și din Moldova din 1848 a fost privită cu un anumit grad de simpatie de Poarta Otomană, dar inițativele politice țariste au dus în cele din urmă la ocuparea în comun a celor două principate și la înăbușirea revoluțiilor.
După Revoluția de la 1848 Principatele române au fost sub ocupație militară aproape 3 ani, timp în care au făcut progrese in toate domeniile - mai ales mișcarea națională pentru unire a căpătat un imbold puternic.
Pe lângă lupta din interior, revoluționarii au depus eforturi și printr-o intensă propagandă în capitalele europene, capii revoluției aflându-se toți în exil (la Paris, Constantinopol și Brussa, cele mai închegate grupuri). Aici au câștigat sprijinul cercurilor liberale și au reușit să integreze cauza unirii Principatelor. În timpul războiului Crimeei, unirea Principatelor a devenit o problemă a echilibrului european.

### Constituirea Principatelor Unite

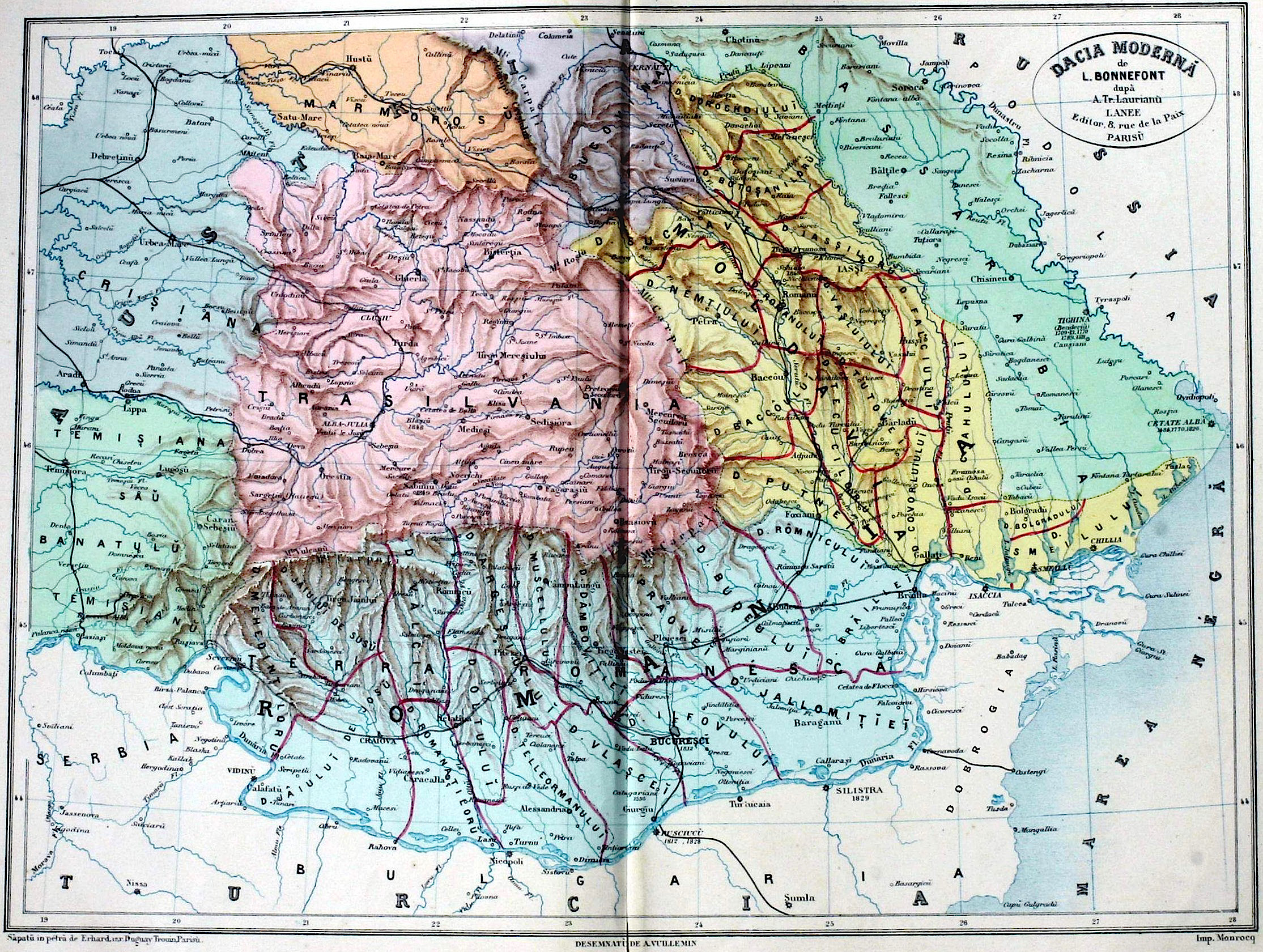
Județele din care erau compuse Principatele Unite

Ca urmare a înfrângerii Imperiului Rus în Războiul Crimeii și încheierea Tratatului de pace de la Paris din 1856, cele două principate au fost trecute sub tutela comună a Imperiului Otoman și a Congresului Marilor Puteri (Regatul Unit al Marii Britanii și Irlandei, Al doilea Imperiu Francez, Regatul Sardiniei, Imperiul Austriac, Prusia și, doar la un nivel declarativ, Imperiul Rus). În cele două principate, mișcarea politică unionistă Partida Națională era privită cu simpatie de Franța, Rusia, Prusia și Sardinia-Piemont, era privită ca un pericol pentru propriile interese în zonă de Imperiul Austriac, Regatul Unit și Imperiul Otoman. Negocierile din timpul sus-amintitului tratat au dus la aprobarea unei uniuni minimale, în care urmau să fie aleși doi domnitori la București și Iași, cu două organe legiuitoare, urmând ca la Focșani să funcționeze un organ legislativ comun, care să ia decizii în domenii de interes comun, precum cel al taxelor și impozitelor. O altă hotărâre care viza soarta celor două principate era organizarea de alegeri pentru Divanele ad-hoc, adunări ale tuturor claselor sociale, care urmau să dezbată viitorul celor două țări. În 1859, profitând de ambiguitatea textelor înțelegerilor finale, care prevedeau existența a două domnii, dar nu împiedica una și aceeași persoană să fie aleasă pe ambele tronuri, Alexandru Ioan Cuza a fost ales ca  Domnitor al Principatelor Unite Moldova și Țara Românească.
Tratatul de la Paris a înlocuit protectoratul rus cu garanția colectivă a marilor puteri. Acesta însă nu a realizat unirea Principatelor dar a facilitat calea către aceasta, lăsând problema în mâinile românilor. Prin dubla alegere a lui Alexandru Ioan Cuza poporul român a înfăptuit el, mai întâi, unirea personală (1859) și apoi unirea completă (1864).
La 5 ianuarie 1859, Alexandru Ioan Cuza a fost ales ca domnitor în Moldova. La 24 ianuarie în același an, Cuza a fost ales ca domnitor în Țara Românească. Așa s-au unit Moldova și Țara Românească și s-au născut Principatele Unite.
Deși Unirea din 1859 era recunoscută doar pentru perioada domniei lui Cuza, șirul de reforme inițiate de acesta și venirea pe tronul Principatelor Unite a domnitorului Carol de Hohenzollern-Sigmaringen, care se bucura atât de sprijinul Franței cât și cel al Prusiei a făcut ca actul de la 1859 să fie ireversibil. Din 1866, potrivit Constituției promulgate la 1 iulie, Principatele Unite încep să se numească oficial România.
În 1878, după victoria din Războiul de independență, România s-a scuturat de jugul otoman, dar a intrat imediat în conflict cu aliatul rus în privința Bugeacului. În cele din urmă, România a primit Dobrogea, dar a trebuit să cedeze sudul Basarabiei (județele Cahul, Bolgrad și Ismail).
În 1881 avea să se proclame Regatul României, Carol I fiind încoronat primul Rege al României.